# Ken
ken (켄, 1968년 11월 28일 ~ ) 은 일본 록 밴드 라르크 앙 시엘의 기타리스트이다. 1992년 라르크 앙 시엘의 오리지널 멤버인 hiro가 탈퇴한 후 가입해서 지금까지 활동. 2002년부터 활동한 SONS OF ALL PUSSYS에서는 보컬과 기타를 담당하고 있다. 그 후 2006년에 본격적으로 'Ken'이라는 이름으로 1st 싱글 'Speed'를 발매하면서 솔로 활동을 시작한다.

## 음반

### 싱글
Ken
1. Speed (2006년 8월 23일)
2. Deeper (2009년 3월 4일)

SONS OF ALL PUSSYS
1. Paradise (2004년 7월 7일)

### 앨범
Ken
1. IN PHYSICAL (2009년 4월 22일)
2. The Party (mini Album, 2010년 8월 4일)

SONS OF ALL PUSSYS
1. GRACE (mini Album, 2003년 2월 6일)
2. gimme A guitar (mini Album, 2003년 4월 26일)
3. high (mini Album, 2003년 11월 26일)

### DVD
Ken
1. Ken TOUR 2009 "LIVE IN PHYSICAL" (2009년 11월 18일)

SONS OF ALL PUSSYS
1. BUBBLE FESTiVAL 2003・春 (2004년 3월 26일)
2. PV COLLECTION DVD　『ICHIBAN-BLOW』(2004년 7월 7일)
3. S.S.J.B.F. in 武道館 (2005년 3월 26일)